# ヴィッテル (ミネラルウォーター)
ヴィッテル (Vittel) は、ナチュラルミネラルウォーターのブランドである。現在はネスレグループが商標を所有している。日本国内では、ネスレ日本株式会社が輸入し1986年より国内販売が開始、2003年1月からはサントリーフーズ、2014年1月からはポッカサッポロフード&ビバレッジが販売していたが、2018年、国内販売は終了した。2022年4月、日仏貿易が正規販売代理店となり4年ぶりに日本での販売が再開された。
ロンドンマラソンの公式飲料となっていたほか、2008年からは同じネスレグループのミネラルウォーターである「アクアレル」（日本未発売）に代わってツール・ド・フランスの公式飲料となった。

## 基本情報
- 水源：フランスのヴィッテル村
- 硬度：768度（硬水、採水地はグランドソース）、1990年から2021年は硬度315度、ボンヌソースからの採水。

## 歴史
- 1882年 - ヴィッテルの販売開始。
- 1898年 - 採水地をヴィッテルスパ（グランドソース）に変更。
- 1903年 - ヨーロッパ全体へ輸出開始。
- 1986年 - ネスレにより日本での販売開始。
- 1990年 - 採水地を第二採水地のボンヌソースに変更。
- 2003年1月7日 - サントリーフーズが日本における販売元となる[3]。
- 2014年1月7日 - コントレックスとともに、日本での販売をポッカサッポロフード&ビバレッジに移管[4]し、同日付でパッケージリニューアル。
- 2018年 - 日本国内での販売を終了。
- 2022年4月 - 日仏貿易により日本国内販売再開。採水地をグランドソースに戻す[5]。

## ツール・ド・フランスでの活動
ツール・ド・フランス2008からは最後の選手が通過した後に宣伝として、「チーム・ヴィッテル」を出走（実際に走るのではなく、バイクのサイドカーを改造した台の上にローラー台を乗せてその上に乗ってペダルを回している）させたが、選手は「40年以上同じ機材を使い続けている」「平坦地形のレースで山岳賞を受けた」等の、実際にはありえない経歴の選手で占められている。この凝った宣伝が好評で、ベスト・キャラバン賞を受賞した。
チームは2009年にも出場し、選手とヴィッテルのボトルを配布する車だけでなく、実際にレースに参戦しているチームと同じように監督車とメカニックの乗った車が併走するなど、さらに凝った宣伝体制となった。選手の中にはマイヨ・ジョーヌのレプリカを着用した女性も含まれており「女性では初のマイヨ・ジョーヌ着用者」として宣伝していた。チームの監督は、本物の元ロードレース選手で、マイヨ・ジョーヌの着用経験もあるヴァンサン・バルトー。
YouTubeにはチームのオフィシャルチャンネルもあり、現地にいない人間にも楽しめる用に工夫が凝らされている。